# Аккольский район
Акко́льский райо́н (каз. Ақкөл ауданы) — административная единица в составе Акмолинской области Казахстана.
Административный центр — город Акколь.

## География
Район расположен на северо-востоке области, на обширном казахском мелкосопочнике. Площадь территории — 9,4 тыс. км², что составляет 6,43 % от всей территории области (6-й район по размеру территории в области). Протяжённость с севера на юг равна 95 км, с запада на восток — 160 км.
Граничит:
- на севере с районом Биржан сал,
- на северо-востоке, востоке с Степногорской городской администрацией,
- на юго-востоке с Ерейментауским районом,
- на юге с Шортандинским районом,
- на западе с Астраханским районом,
- на северо-западе с Буландынским районом.

Рельеф — равнинно-мелкосопочный (высота 200—400 м). Наиболее высокая — центральная часть (гора Домбыралы, 471 м). Разведаны месторождения золота, гранита, щебня и других строительных материалов. Климат континентальный. Зима холодная, продолжительная, средняя температура января −17—18°С; лето, жаркое, короткое, средняя температура июля 20°С. Годовое количество атмосферных осадков 350—400 мм. Главные реки: Калкутан, Талкара, Аксуат. Озёра мелкие, в основном соровые. Наиболее крупные: Итемген, Акколь, Балыктыколь, Шортанколь, Жарлыколь. Значительны запасы подземных вод. Территория Аккольского района находится в пределах степной зоны. Преобладают чернозёмные почвы. На межсопочных пространствах распространены типчаково-полынные степи. Леса занимают около 50000 га. Древесно-кустарниковый состав: осина, береза, тополь, шиповник, вишня степная. Водятся волк, лисица, барсук, корсак, степная пеструшка, суслик. В водоёмах — щука, сазан и другие. Функционируют заводы железобетонных конструкций, мясо- и молочный комбинаты, лесхозы и другие. Большая часть населения занята в сельском хозяйстве. Основное направление — зерновое хозяйство.

## История
Район был образован 3 сентября 1928 года в составе Акмолинского округа Казакской АССР СССР как — Ста́линский, с административном центром в селе Алексеевка.
После упразднения Акмолинского округа — в периоде 1930—1932 годов находился в прямом подчинении столицы Казакской АССР.
С 10 марта 1932 года в составе Карагандинской области, с 29 июля 1936 года — в Северо-Казахстанской, с 14 октября 1939 года — в Акмолинской.
В рамках Освоение целинных и залежных земель Казахской ССР в 1954 году, на территории района было образовано 6 совхозов: Ивановский, Искра, Минский, Новорыбинский, Одесский, им. Черняховского. В периоде 1954—1956 годов было освоено около 220 тыс. га новых земель.
В 1957 году на базе колхозов создаются совхозы им. Джамбула, «Заветы Ильича», «Урюпинский». В 1958 году на базе Ельтайской МТС организуется машинно-испытательная станция (МИС). Комсомольская машинно-тракторная станция преобразуется в ремонтно-техническую станцию. В 1961 году из оставшихся в районе колхозов образуются совхозы — «Трудовой», «Хлебороб», Откормсовхоз.
С 20 декабря 1960 года по 24 апреля 1961 года — находился в непосредственном краевом подчинении, в связи с расформированием Акмолинской области. С мая 1961 года — в составе Целиноградской области.
25 ноября 1961 года Сталинский район был переименован в Ленинский район, 2 января 1963 года — в Алексеевский.
В 1962 году создан Целинный филиал «ГОСНИТИ». В филиале 6 научно-исследовательских лабораторий и конструкторское бюро.
В 1963 году в связи с Указом Президиума Верховного Совета Казахской ССР от 2 января 1963 года об упразднении Шортандинского района, — территория Андреевского, Новокубанского, Петровского, Пригородного, Раевского, Казциковского, Новоселовского сельсоветов и Шортандинского поселкового совета (поссовета) была отнесена к административному подчинению Алексеевскому району. Однако Шортандинский район был вновь восстановлен в 1966 году.
В январе 1974 года северо-восточная часть Алексеевского района (совхозы Минский, Карабулакский, имени Черняховского) была отнесена ко вновь созданному Селетинскому району.
Указом Президента Республики Казахстан от 28 февраля 1997 года № 3370 «Об упразднении Селетинского района Акмолинской области»:
- Селетинский район Акмолинской области был упразднён, часть территорий (3 сельских округов) вошла в состав Алексеевского района.

Указом Президента Республики Казахстан от 14 ноября 1997 года № 3759 «О переименовании отдельных административно-территориальных единиц Акмолинской области и изменении их транскрипции»:
- Алексеевский район был переименован в Аккольский, город Алексеевка — в Акколь соответственно.

Постановлением акимата Акмолинской области от 11 апреля 2013 года № А-3/149 и решением Акмолинского областного маслихата от 11 апреля 2013 года № 5С-12-3 «Об изменении административно-территориального устройства города Степногорск, Аккольского, Ерейментауского и Шортандинского районов Акмолинской области» (зарегистрированное Департаментом юстиции Акмолинской области 24 апреля 2013 года № 3708):
- село Кырыккудык Черняковского сельского округа было передано в состав Степногорской городской администрации с общей площадью 3302 гектара в границах населённого пункта;
- оставшейся часть территории (105698 гектаров) была включена в состав Жалгызкарагайскому сельскому округу Аккольского района.

## Население
| Численность населения | Численность населения | Численность населения | Численность населения | Численность населения | Численность населения | Численность населения | Численность населения | Численность населения |
| 1939                  | 1959                  | 1970                  | 1979                  | 1989                  | 1999                  | 2004                  | 2005                  | 2006                  |
| --------------------- | --------------------- | --------------------- | --------------------- | --------------------- | --------------------- | --------------------- | --------------------- | --------------------- |
| 64 570                | ↘57 798               | ↘57 627               | ↘39 059               | ↗39 381               | ↘35 274               | ↘30 477               | ↘30 371               | ↘30 227               |
| 2007                  | 2008                  | 2009                  | 2010                  | 2011                  | 2012                  | 2013                  | 2014                  | 2015                  |
| ↘30 035               | ↘29 903               | ↘28 359               | ↘28 168               | ↘27 845               | ↘27 555               | ↘27 552               | ↘26 502               | ↘26 383               |
| 2016                  | 2017                  | 2018                  | 2019                  | 2020                  | 2021                  | 2022                  |                       |                       |
| ↗26 393               | ↘25 696               | ↘25 641               | ↗25 793               | ↘25 691               | ↘25 489               | 24 987                |                       |                       |

Урбанизация
Всего в районе лишь один населённый пункт имеет статус города — Акколь, в котором проживают 13 686 чел. или 54,77 % населения района (2022).

### Национальный состав
| №  | Национальность | 1939 год, чел. | %      | 2019 год, чел. | %      |
| -- | -------------- | -------------- | ------ | -------------- | ------ |
| 1  | Казахи         | 15 991         | 24,77  | 11 054         | 42,86  |
| 2  | Русские        | 27 442         | 42,50  | 10 050         | 38,96  |
| 3  | Немцы          | 1 004          | 1,55   | 1 509          | 5,85   |
| 4  | Украинцы       | 11 693         | 18,11  | 1 099          | 4,26   |
| 5  | Татары         | 857            | 1,33   | 574            | 2,23   |
| 6  | Белорусы       | 347            | 0,54   | 369            | 1,43   |
| 7  | Поляки         | 3 772          | 5,84   | 339            | 1,31   |
| 8  | Башкиры        | -              | -      | 85             | 0,33   |
| 9  | Азербайджанцы  | -              | -      | 75             | 0,29   |
| 10 | Молдаване      | -              | -      | 64             | 0,25   |
| 11 | Корейцы        | 1 160          | 1,80   | 52             | 0,20   |
| 12 | Чеченцы        | -              | -      | 45             | 0,17   |
| 13 | Ингуши         | -              | -      | 43             | 0,17   |
| 14 | Марийцы        | -              | -      | 35             | 0,14   |
| 15 | Удмурты        | -              | -      | 34             | 0,13   |
| 16 | Армяне         | -              | -      | 31             | 0,12   |
| 17 | Мордва         | 202            | 0,31   | 9              | 0,03   |
| 18 | Другие         | 2 102          | 3,26   | 326            | 1,26   |
| 19 | Всего          | 64 570         | 100,00 | 25 973         | 100,00 |

### Половозрастной состав
По данным Национальной переписи населения Республики Казахстан 2009 года:
| Возраст     | Мужчины, чел. | Женщины, чел. | Общая численность, чел. | Доля от всего населения, % |
| ----------- | ------------- | ------------- | ----------------------- | -------------------------- |
| 0 — 14 лет  | 3 350         | 3 166         | 6 516                   | 22,98 %                    |
| 15 — 64 лет | 9 650         | 9 592         | 19 242                  | 67,62 %                    |
| от 65 лет   | 909           | 1 692         | 2 601                   | 9,17 %                     |
| Всего       | 13 909        | 14 450        | 28 359                  | 100,00 %                   |

## Административно-территориальное деление
Аккольский район — как отдельная административная единица 2-го уровня Казахстана, включает в свой состав 9 административно-территориальных образований 3-го уровня, в том числе: 1 городскую администрацию, 7 сельских округов и 1 село.
| №        | Административная единица           | Административный центр | Количество населённых пунктов | Население (2009) | Доля от всего населения, % |
| -------- | ---------------------------------- | ---------------------- | ----------------------------- | ---------------- | -------------------------- |
| 1e-06    | Городские поселения:               |                        |                               |                  |                            |
| 1        | Аккольская городская администрация | город Акколь           | 4                             | 14 815           | 52,24                      |
| 1.000002 | Сельские поселения:                |                        |                               |                  |                            |
| 2        | Село Азат                          | село Азат              | 1                             | 1 152            | 4,06                       |
| 3        | Енбекский сельский округ           | село Енбек             | 3                             | 1 193            | 4,21                       |
| 4        | Жалгызкарагайский сельский округ   | село Жалгызкарагай     | 3                             | 627              | 2,21                       |
| 5        | Карасайский сельский округ         | аул Кына               | 3                             | 1 356            | 4,78                       |
| 6        | Кенесский сельский округ           | аул Домбыралы          | 4                             | 2 059            | 7,26                       |
| 7        | Наумовский сельский округ          | село Наумовка          | 3                             | 1 437            | 5,07                       |
| 8        | Новорыбинский сельский округ       | село Новорыбинка       | 3                             | 1 363            | 4,81                       |
| 9        | Урюпинский сельский округ          | село Урюпинка          | 5                             | 2 622            | 9,25                       |
| 9.000003 | Упразднённые поселения:            |                        |                               |                  |                            |
| 10       | Минский сельский округ             | село Минское           | 3                             | 972              | 3,43                       |
| 11       | Черняковский сельский округ        | село Кырыккудык        | 1                             | 567              | 2,00                       |

### Населённые пункты
В Аккольском районе — 29 населённых пунктов.
| №  | Населённый пункт        | Тип                           | Население, 1999 | Население, 2009 | Административная единица           |
| -- | ----------------------- | ----------------------------- | --------------- | --------------- | ---------------------------------- |
| 1  | Азат                    | село                          | 1 478           | ↘1 152          | Село Азат                          |
| 2  | Айдарлы                 | село                          | 103             | ↘82             | Кенесский сельский округ           |
| 3  | Аккол орман шаруашылыгы | село                          | 484             | ↘353            | Аккольская городская администрация |
| 4  | Акколь                  | город, административный центр | 15 682          | ↘14 217         | Аккольская городская администрация |
| 5  | Амангельды              | село                          | 310             | ↘299            | Урюпинский сельский округ          |
| 6  | Домбыралы               | аул                           | 1 245           | ↘889            | Кенесский сельский округ           |
| 7  | Енбек                   | село                          | 1 123           | ↘925            | Енбекский сельский округ           |
| 8  | Ерназар                 | село                          | 167             | ↘99             | Аккольская городская администрация |
| 9  | Ерофеевка               | село                          | 433             | ↘167            | Урюпинский сельский округ          |
| 10 | Жалгызкарагай           | село                          | 772             | ↘505            | Жалгызкарагайский сельский округ   |
| 11 | Кайнар                  | село                          | 113             | ↘50             | Жалгызкарагайский сельский округ   |
| 12 | Кара-Озек               | село                          | 329             | ↘217            | Новорыбинский сельский округ       |
| 13 | Карасай                 | село                          | 861             | ↘497            | Карасайский сельский округ         |
| 14 | Кемеркол                | село                          | 288             | ↘234            | Наумовский сельский округ          |
| 15 | Кенес                   | село                          | 349             | ↗664            | Кенесский сельский округ           |
| 16 | Курылыс                 | село                          | 270             | ↘137            | Новорыбинский сельский округ       |
| 17 | Кына                    | аул                           | 1 266           | ↘859            | Карасайский сельский округ         |
| 18 | Малоалександровка       | село                          | 481             | ↘245            | Урюпинский сельский округ          |
| 19 | Малый Барап             | село                          | 434             | ↘424            | Кенесский сельский округ           |
| 20 | Наумовка                | село                          | 940             | ↘735            | Наумовский сельский округ          |
| 21 | Новорыбинка             | село                          | 1 111           | ↘1 009          | Новорыбинский сельский округ       |
| 22 | Орнек                   | село                          | 599             | ↘414            | Наумовский сельский округ          |
| 23 | Радовка                 | село                          | 160             | ↘146            | Аккольская городская администрация |
| 24 | Рамадан                 | село                          | 266             | ↘173            | Енбекский сельский округ           |
| 25 | Сазды булак             | село                          | 1 083           | ↘472            | Карасайский сельский округ         |
| 26 | Табигат                 | село                          | 245             | ↘95             | Енбекский сельский округ           |
| 27 | Талкара                 | аул                           | 359             | ↘321            | Урюпинский сельский округ          |
| 28 | Тастыадыр               | село                          | 139             | ↘72             | Жалгызкарагайский сельский округ   |
| 29 | Урюпинка                | село                          | 1 649           | ↘1 590          | Урюпинский сельский округ          |

#### Упразднённые населённые пункты
Всесоюзная перепись населения 1989 года по Казахской ССР зафиксировала на территории Алексеевского района — 1 горсовет и 9 сельсоветов с 29 населёнными пунктами (28 из них — сельские).
После упразднения Селетинского района в 1997 году, в состав района вошли 3 сельского округа с 10 населёнными пунктами.
Решением Акмолинского областного маслихата, акима Акмолинской области от 6 июля 2001 года № С-10-10/135 «Об упразднении отдельных административно-территориальных единиц» (зарегистрированное управлением юстиции Акмолинской области 15 августа 2001 года № 711):
- сёла Ажибай Минского сельского округа, Бегачёвка Урюпинского сельского округа были переведены в категорию иных поселений и исключены из учётных данных в связи с выездом жителей.

Постановлением акимата Акмолинской области от 10 декабря 2009 года № а-13-532 и решением Акмолинского областного маслихата от 10 декабря 2009 года № 4С-19-5 «Об упразднении и преобразовании некоторых населенных пунктов и сельских округов Акмолинской области по Аккольскому, Аршалынскому, Астраханскому, Атбасарскому, Енбекшильдерскому, Зерендинскому, Есильскому, Целиноградскому, Шортандинскому районам» (зарегистрированное Департаментом юстиции Акмолинской области 20 января 2010 года № 3344) — в связи с выездом всех жителей, были упразднены и исключены из учётных данных следующие населённые пункты:
- село Мирное Богенбайского сельского округа;
- село Хлебоприемное Минского сельского округа;
- село Селета Минского сельского округа было переведено в категорию иных поселений и включено в состав села Минское (административного центра Минского сельского округа).

Постановлением акимата Акмолинской области от 13 декабря 2013 года № А-11/556 и решением Акмолинского областного маслихата от 13 декабря 2013 года № 5С-20-10 «Об изменении административно-территориального устройства Акмолинской области» (зарегистрированное Департаментом юстиции Акмолинской области 21 января 2014 года № 3976):
- село Филипповка было переведено в категорию иных поселений и исключено из учётных данных;
- поселение села Филлиповка было включено в состав населённого пункта села Наумовка (административного центра сельского округа).

| № | Населённый пункт | Тип  | Административная единица    | Дата упразднения |
| - | ---------------- | ---- | --------------------------- | ---------------- |
| 1 | Ажибай           | село | Минский сельский округ      | 15.08.2001       |
| 2 | Бегачёвка        | село | Урюпинский сельский округ   | 15.08.2001       |
| 3 | Мирное           | село | Богенбайский сельский округ | 20.01.2010       |
| 4 | Селета           | село | Минский сельский округ      | 20.01.2010       |
| 5 | Хлебоприёмное    | село | Минский сельский округ      | 20.01.2010       |
| 6 | Филипповка       | село | Наумовский сельский округ   | 21.01.2014       |

## Книги об Аккольском районе
- ISBN 9965-06-544-6 (УДК — 908, ББК — 2.6.89) Жармұханов Хайролла. Жер шежіресі — ел шежіресі (Ақкөл ауданы тарихынан) — Земля и люди (из истории Аккольского района) — Астана: 2012. — 220 б. — қаз, рус.